# Музей центра противопожарной пропаганды ГУ МЧС России по Вологодской области
Музей Центра противопожарной пропаганды и общественных связей противопожарной службы Вологодской области — технический музей в городе Вологде, расположенный в здании федеральной пожарной части № 1 по адресу: улица Зосимовская, 63-а. С 1973 по 2008 годы посетителями музея стали более 250 тысяч вологжан и гостей города, с которыми проведено 9237 экскурсии. Кроме экскурсий в музее проводятся совещания, конференции, проходит учёба личного состава. На регулярной основе организуются выставки-конкурсы детского творчества на тему пожарной безопасности.

## История
Музей основан в ноябре 1973 года как пожарно-техническая выставка при областном отделе пожарной охраны. Инициатором организации выставки стал начальник отдела пожарной охраны А. Н. Котт. Выставку разместили в помещении кинозала. Со временем она разрослась и заняла три помещения общей площадью 305 м².
В 1992 году была проведена масштабная реконструкция в основном и историческом залах, а в 2009 году в основном зале заменены устаревшие материалы на всех стендах.

## Экспозиция
В музее находятся более 500 различных экспонатов, демонстрирующих историю, развитие и современное состояние пожарной охраны на территории Вологодской области. Экспозиция развёрнута в двух помещениях — основном и историческом залах. Кинофонд музея состоит из более 200 фильмов пожарной тематики, рассчитанных на просмотр разными возрастными группами.
Экспозиция исторического зала рассказывает о пожарной охране XIX—XX веков в Вологде. Основную её часть занимают уникальные фотографии и подлинные документы начала XIX века. В этом же зале представлено оборудование, разнообразная амуниция начала XX века и действующая диорама «Пожар 1920 года в Вологде».
В основном зале музея находятся всевозможные средства пожаротушения, вещественные доказательства с настоящих пожаров, манекены, облачённые в пожарные костюмы. Значительная часть стендов рассказывает о мужестве и героизме пожарных. Особый интерес вызывают действующие макеты «Комната до и после пожара», «Противопожарная защита 12-этажного жилого дома» и диорама «Пожар в лесу». Эффект развития действия в них создаётся благодаря визуальным эффектам и оригинальной озвучке.
Экспозиция музея постоянно пополняется новыми макетами, экспонатами с пожаров, историческими материалами.

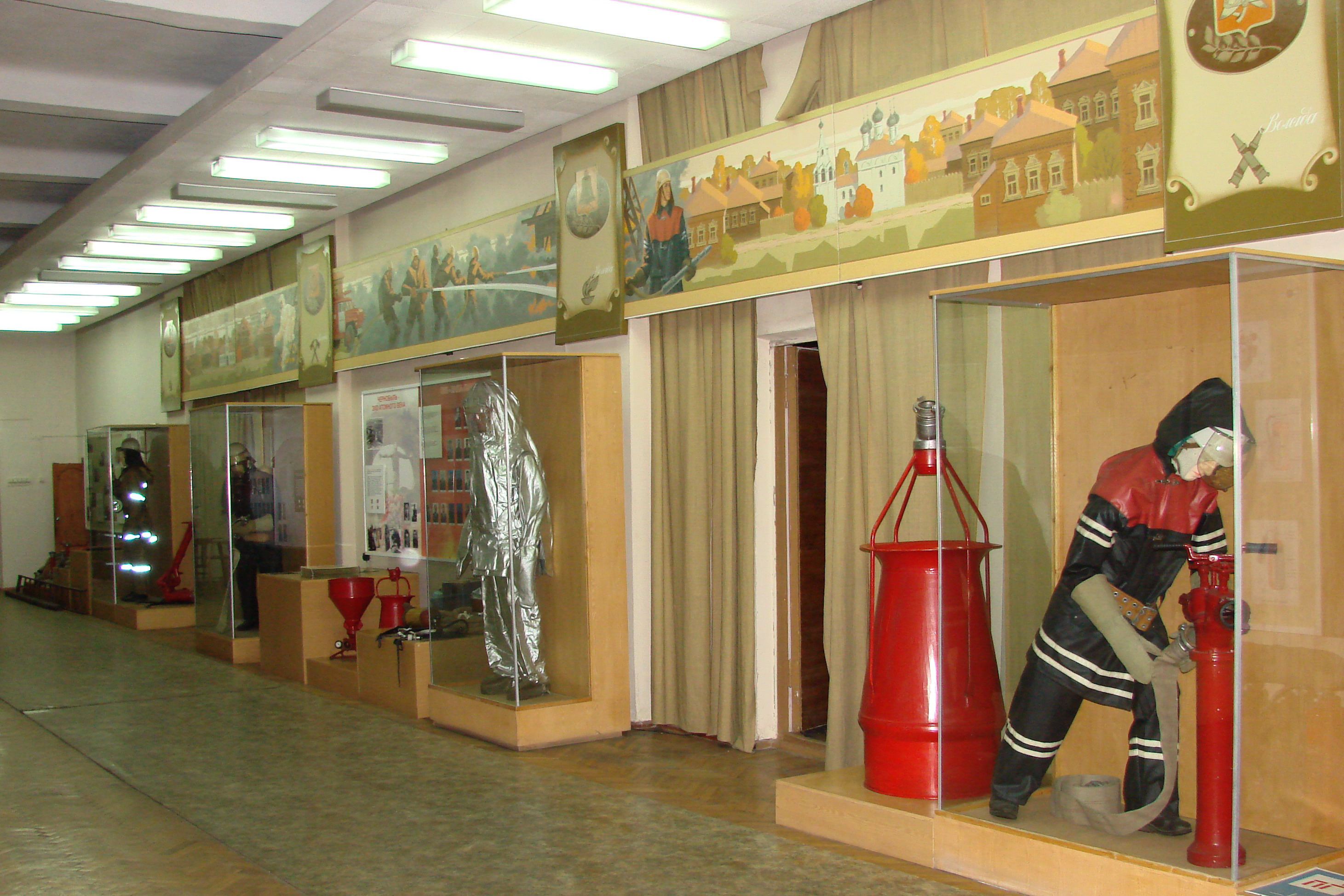
Основной зал
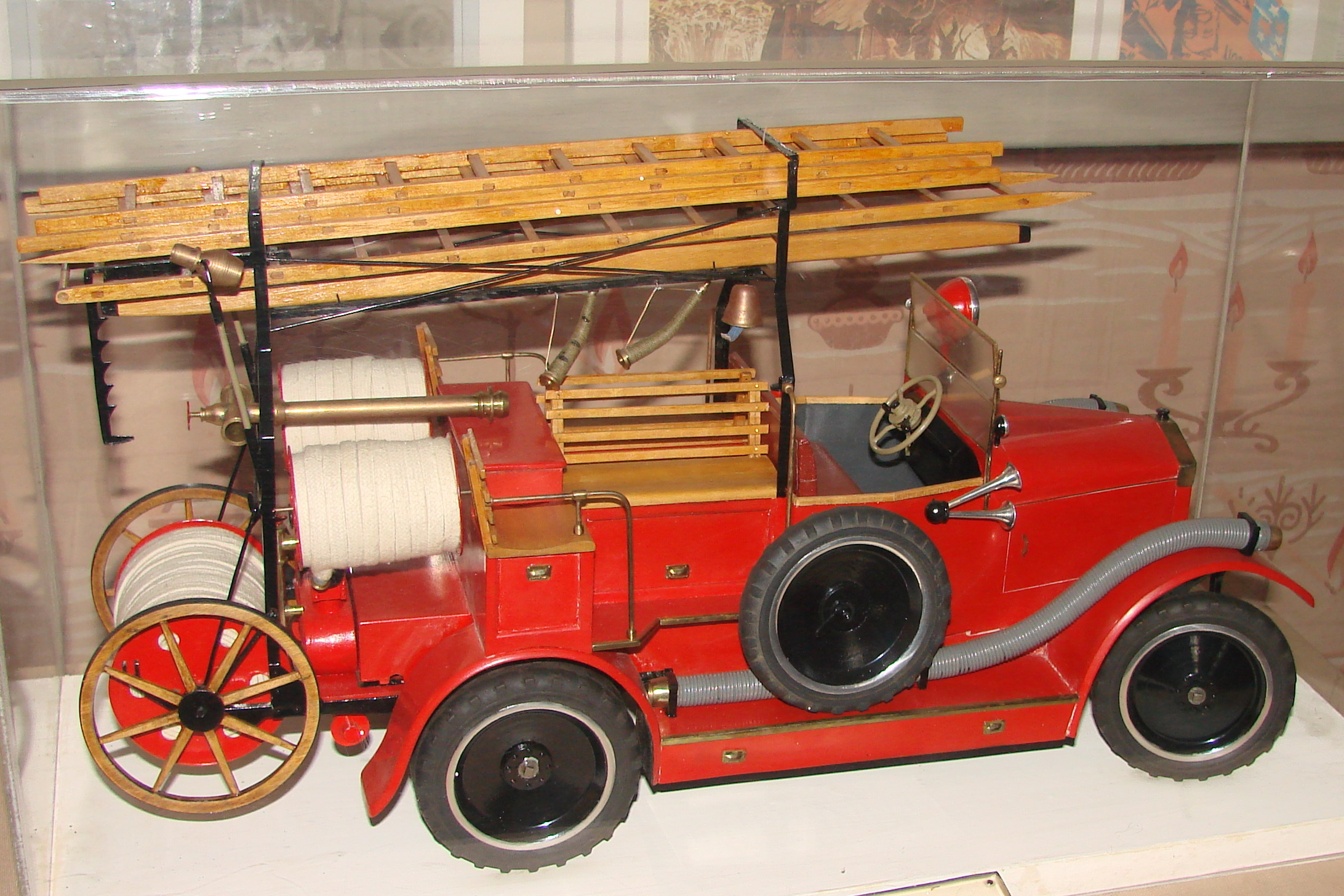
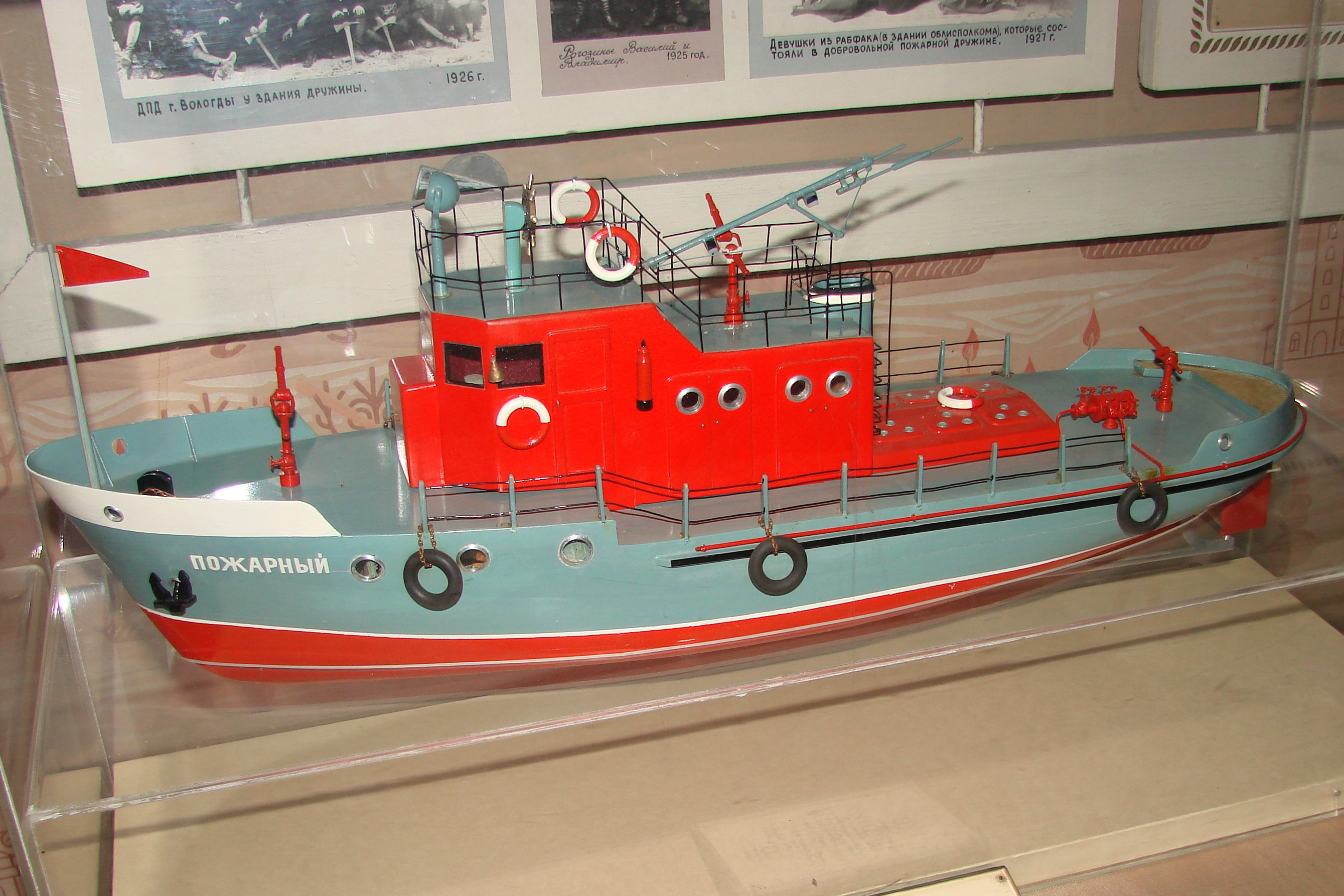
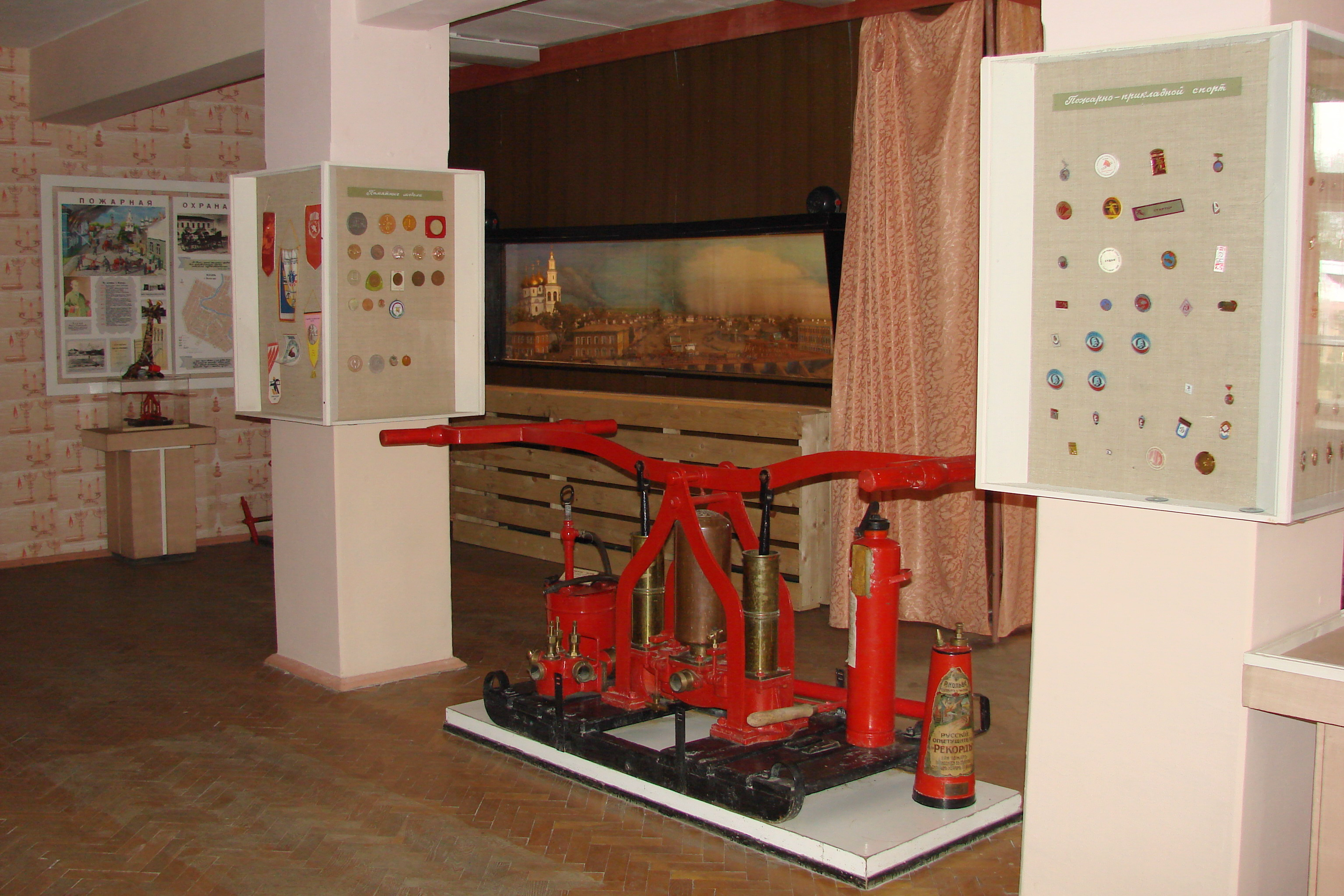
Исторический зал

## Достижения
В 2010 году музей признан лучшим среди ведомственных музеев и выставок на Северо-Западе.